# Hans Podlipnik-Castillo
Hans Podlipnik Castillo (* 9. Januar 1988 in Santiago de Chile) ist ein ehemaliger chilenischer Tennisspieler.

## Karriere
Hans Podlipnik spielte hauptsächlich auf der ATP Challenger Tour und der ITF Future Tour. Er feierte 19 Einzel- und 22 Doppelsiege auf der Future Tour. Auf der Challenger Tour gewann er 20 Doppelturniere, davon alleine neun in der Saison 2015. 2018 gewann er seinen einzigen Titel auf der ATP Tour, als er mit Nicolás Jarry das ATP-Turnier in Quito gewann. Die beiden besiegten im Finale Austin Krajicek und Jackson Withrow in zwei Sätzen. Am Ende der darauffolgenden Saison beendete er seine Karriere.
Hans Podlipnik spielte von 2008 bis 2019 für die chilenische Davis-Cup-Mannschaft. Er gewann elf seiner insgesamt 17 Partien, davon acht im Doppel.

## Erfolge
| Legende (Anzahl der Siege)  |
| Grand Slam                  |
| ATP World Tour Finals       |
| ATP World Tour Masters 1000 |
| ATP World Tour 500          |
| ATP World Tour 250 (1)      |
| ATP Challenger Tour (20)    |

| Titel nach Belag |
| Hartplatz (0)    |
| Sand (1)         |
| Rasen (0)        |

### Doppel

#### Turniersiege

##### ATP World Tour
| Nr. | Datum            | Turnier | Belag | Partner       | Finalgegner                     | Ergebnis  |
| --- | ---------------- | ------- | ----- | ------------- | ------------------------------- | --------- |
| 1.  | 11. Februar 2018 | Quito   | Sand  | Nicolás Jarry | Austin Krajicek Jackson Withrow | 7:66, 6:3 |

##### ATP Challenger Tour
| Nr. | Datum              | Turnier           | Belag         | Partner            | Finalgegner                            | Ergebnis           |
| --- | ------------------ | ----------------- | ------------- | ------------------ | -------------------------------------- | ------------------ |
| 1.  | 19. September 2014 | Meknès            | Sand          | Stefano Travaglia  | Gerard Granollers Jordi Samper Montaña | 6:2, 6:74, [10:7]  |
| 2.  | 15. Februar 2015   | Santo Domingo     | Sand          | Roberto Maytín     | Romain Arneodo Benjamin Balleret       | 6:3, 2:6, [10:4]   |
| 3.  | 24. April 2015     | Vercelli          | Sand          | Andrea Arnaboldi   | Sjarhej Betau Michail Jelgin           | 6:75, 7:5, [10:3]  |
| 4.  | 2. Mai 2015        | Ostrava           | Sand          | Andrej Martin      | Roman Jebavý Jan Šátral                | 4:6, 7:5, [10:1]   |
| 5.  | 1. August 2015     | Biella            | Sand          | Andrej Martin      | Alexandru-Daniel Carpen Dino Marcan    | 7:5, 1:6, [10:8]   |
| 6.  | 8. August 2015     | Liberec           | Sand          | Andrej Martin      | Wesley Koolhof Matwé Middelkoop        | 7:5, 6:73, [10:5]  |
| 7.  | 26. September 2015 | Campinas          | Sand          | Andrés Molteni     | Guilherme Clezar Fabrício Neis         | 3:6, 6:2, [10:0]   |
| 8.  | 10. Oktober 2015   | São Paulo         | Sand          | Caio Zampieri      | Nicolás Kicker Renzo Olivo             | 7:5, 6:0           |
| 9.  | 31. Oktober 2015   | Lima              | Sand          | Andrej Martin      | Rogério Dutra Silva João Souza         | 6:3, 6:4           |
| 10. | 21. November 2015  | Montevideo        | Sand          | Andrej Martin      | Marcelo Demoliner Gastão Elias         | 6:4, 3:6, [10:6]   |
| 11. | 13. März 2016      | Santiago de Chile | Sand          | Julio Peralta      | Facundo Bagnis Máximo González         | 7:64, 4:6, [10:5]  |
| 12. | 23. April 2016     | Turin             | Sand          | Andrej Martin      | Rameez Junaid Mateusz Kowalczyk        | 4:6, 7:63, [12:10] |
| 13. | 9. Juli 2016       | Cali              | Sand          | Nicolás Jarry      | Erik Crepaldi Daniel Dutra da Silva    | 6:1, 7:66          |
| 14. | 8. Januar 2017     | Happy Valley      | Hartplatz     | Max Schnur         | Steven De Waard Marc Polmans           | 7:65, 4:6, [10:6]  |
| 15. | 22. Januar 2017    | Koblenz           | Hartplatz (i) | Andrej Wassileuski | Roman Jebavý Lukáš Rosol               | 7:5, 3:6, [16:14]  |
| 16. | 26. Mai 2017       | Schymkent         | Sand          | Andrej Wassileuski | Clément Geens Juan Pablo Paz           | 6:4, 6:2           |
| 17. | 11. August 2017    | Portorož          | Hartplatz     | Andrej Wassileuski | Lukáš Rosol Franko Škugor              | 6:3, 7:64          |
| 18. | 13. Oktober 2017   | Taschkent         | Hartplatz     | Andrej Wassileuski | Yuki Bhambri Divij Sharan              | 6:4, 6:2           |
| 19. | 15. September 2018 | Banja Luka        | Sand          | Andrej Martin      | Laurynas Grigelis Alessandro Motti     | 7:5, 4:7, [10:7]   |
| 20. | 8. Juni 2019       | Almaty II         | Sand          | Andrej Martin      | Gonçalo Oliveira Andrej Wassileuski    | 7:64, 3:6, [10:8]  |

#### Finalteilnahmen
| Nr. | Datum          | Turnier   | Belag | Partner            | Finalgegner                  | Ergebnis          |
| --- | -------------- | --------- | ----- | ------------------ | ---------------------------- | ----------------- |
| 1.  | 5. August 2017 | Kitzbühel | Sand  | Andrej Wassileuski | Pablo Cuevas Guillermo Durán | 4:6, 6:4, [10:12] |